# Laoying Shuiku
Laoying Shuiku (kinesiska: 老鹰水库) är en reservoar i Kina. Den ligger i provinsen Sichuan, i den sydvästra delen av landet, omkring 68 kilometer sydost om provinshuvudstaden Chengdu. Laoying Shuiku ligger 399 meter över havet. Arean är 2,5 kvadratkilometer. Trakten runt Laoying Shuiku består till största delen av jordbruksmark. Den sträcker sig 3,8 kilometer i nord-sydlig riktning, och 3,3 kilometer i öst-västlig riktning.
Genomsnittlig årsnederbörd är 1 238 millimeter. Den regnigaste månaden är juli, med i genomsnitt 335 mm nederbörd, och den torraste är december, med 8 mm nederbörd.